# Rosauro Castro
Rosauro Castro es una película de drama mexicana de 1960, escrita y dirigida por Roberto Gavaldón y protagonizada por Pedro Armendáriz y María Douglas. Esta película fue estrenada el 22 de diciembre de 1950 en el cine Palacio Chino. Comenzó su filmación el 6 de febrero de 1950, terminándola el 11 de marzo de 1950 por los Estudios Azteca.

## Sinopsis
La muerte de Cardoza, candidato a presidente municipal de Valle de Bravo y enemigo del cacique Rosauro Castro, lleva al licenciado García Mata a emprender una investigación sobre lo ocurrido. Al llegar se da cuenta de que el pueblo entero, incluyendo al presidente municipal, vive atemorizado por el cacique y que solo la venganza logrará poner fin a las injusticias cometidas por Rosauro Castro.

## Reparto
- Pedro Armendáriz - Rosauro Castro
- María Douglas - Marta
- Carlos López Moctezuma - Don Antonio
- Arturo Martínez - Lic. García Mata
- Carlos Navarro - Chabelo Campos
- Mimí Derba - Doña Margarita
- Isabel del Puerto
- Aurora Segura
- Rogelio Fernández
- Ignacio Vallalpando
- Chel López
- Humberto Rodríguez
- Enriqueta Reza
- Conchita Gentil Arcos

## Recepción
Según Emilio García Riera, editor de la historia documental del cine mexicano, declaró que "en comparación con antiguas películas rurales del Indio Fernández, aparece en esta un alarde de coherencia y realismo", señala que "el personaje demuestra una entidad tutelar, paternal que sólo concede la vida al precio de impedir el desarrollo".